# Swertia baicalensis
Swertia baicalensis är en gentianaväxtart som beskrevs av Mikhail Grigoríevič Popov. Swertia baicalensis ingår i släktet Swertia och familjen gentianaväxter. Inga underarter finns listade i Catalogue of Life.